# Liste der Herzöge von Kärnten
Das Herzogtum Kärnten bestand als eigenständiges Herzogtum innerhalb des Heiligen Römischen Reichs von 976 bis 1335. Es ging aus dem slawischen Fürstentum Karantanien hervor, das Mitte des 8. Jahrhunderts unter fränkische Oberhoheit kam und bis zur Abspaltung vom Herzogtum Baiern im Jahr 976 von fränkischen Königen und bayerischen Landesfürsten regiert wurde. 1335 geriet Kärnten in den Besitz der Habsburger und wurde mit Österreich, Steiermark und Krain vereinigt.

## Herzogtum Kärnten (976–1335)
| Name                                                                 | Adelsgeschlecht | Regierungszeit |
| -------------------------------------------------------------------- | --------------- | -------------- |
| Heinrich III. von Bayern                                             | Luitpoldinger   | 976–978        |
| Otto I.                                                              | Salier          | 978–983        |
| Heinrich III. von Bayern                                             | Luitpoldinger   | 983–989        |
| Heinrich II.                                                         | Liudolfinger    | 989–995        |
| Otto I.                                                              | Salier          | 995–1004       |
| Konrad I.                                                            | Salier          | 1004–1011      |
| Adalbero von Eppenstein                                              | Eppensteiner    | 1012–1035      |
| Konrad II.                                                           | Salier          | 1035–1039      |
| König Heinrich III.1                                                 | Salier          | 1039–1047      |
| Welf III.                                                            | Welfen          | 1047–1055      |
| Konrad III.                                                          | Ezzonen         | 1056–1061      |
| Berthold I.                                                          | Zähringer       | 1061–1072      |
| Markwart IV. von Eppenstein                                          | Eppensteiner    | 1073–1076 ?    |
| Liutold von Eppenstein                                               | Eppensteiner    | 1076–1090      |
| Heinrich III. von Eppenstein                                         | Eppensteiner    | 1090–1122      |
| 1 unter Heinrich III. war die Herzogswürde von 1039 bis 1047 vakant. |                 |                |

Nachdem Heinrich II. 974 vergeblich eine Verschwörung angezettelt hatte, um Kaiser Otto II. zu entthronen und selbst an die Macht zu kommen, wurde er 976 besiegt und seines Herzogtums beraubt. Otto II. trennte daraufhin, um die Macht der Herzöge von Bayern zu schmälern, Kärnten von Bayern ab, so dass dieses von 976 an als eigenständiges Herzogtum neben den alten Stammesherzogtümern bestand, bis es 1335 von den Habsburgern übernommen und mit Österreich, Steiermark und der Krain vereinigt wurde.

### Eppensteiner
Die erste einheimische Dynastie des Herzogtums wurde durch die Eppensteiner begründet. Deren erster Vertreter, Adalbero von Eppenstein wurde jedoch 1035 nach politischen Auseinandersetzungen mit den Saliern gestürzt und verbannt. An seiner Stelle wurden in der Folge fränkische und schwäbische Regenten eingesetzt.
Erst Liutold von Eppenstein († 1090) wurde 1077 von König Heinrich IV. wieder mit dem Herzogtum Kärnten und der Mark Verona belehnt. Gemeinsam mit seinem Bruder Heinrich wollte er seine Macht auf Kosten Bambergs, Salzburgs und Aquileias ausdehnen. Mit Heinrichs Tod erlosch jedoch das Geschlecht der Eppensteiner im Jahr 1122.

### Spanheimer
- Heinrich IV. (1122–1123)
- Engelbert (1123–1135)
- Ulrich I. (1135–1144)
- Heinrich V. (1144–1161)
- Hermann (1161–1181)
- Ulrich II. (1181–1202)
- Bernhard (1202–1256)
- Ulrich III. (1256–1269)
- Ottokar II. Přemysl (1269–1276)
- Philipp von Spanheim (1276–1279, nominell)
- Rudolf I. (1279–1286, 1282 wurden Rudolfs Söhne Albrecht I. und Rudolf II. mit dem Herzogtum belehnt, 1286 verzichteten sie auf das Herzogtum)

### Meinhardiner
- Meinhard II. (1286–1295)
- Otto III. (1295–1310)
- Heinrich VI. (1310–1335)

## Habsburger (ab 1335)
- Otto IV. (1335–1339)
  - Albrecht II. (1335–1358)
- Friedrich (1358–1362)
  - Rudolf II. (1358–1365)

### Teil Innerösterreichs nach den mittelalterlichen Erbteilungen
- Albrecht III. (1365–1395)
  - Leopold (1379–1386)
  - Wilhelm (1386–1406)
- Ernst der Eiserne (1406–1424)
- Friedrich V. (1424–1493)

### Teil Innerösterreichs nach den neuzeitlichen Erbteilungen (ab 1564)
- Ferdinand I. (1521–1564)
- Karl II. (1564–1590)
- Ferdinand III. (1590–1637)

- mit der österreichischen Hauptlinie ab 1619 vereinigt